# 恰萨尔·莫妮考
恰萨尔·莫妮考（匈牙利語：Császár Mónika，1954年11月17日—），生于布达佩斯，匈牙利女子竞技体操运动员。她曾代表匈牙利获得1972年夏季奥运会体操比赛女子团体全能铜牌。